# كريستيان أوليفيرا
كريستيان أوليفيرا (بالبرتغالية: Christianne Oliveira‏) هي ممثلة برازيلية، ولدت في 1968.

## وصلات خارجية
- كريستيان أوليفيرا على موقع IMDb (الإنجليزية)